# Приватний візит до німецької клініки
«Приватний візит до німецької клініки» («Alman klinikasına şəxsi səfər») — радянський двосерійний телефільм 1988 року, знятий режисером Расімом Ісмайловим на кіностудії «Азербайджанфільм».

## Сюжет
Фільм присвячений азербайджанським чекістам. Інженер-нафтовик Мамед Рустамов за дорученням чекістів їде за кордон, щоб розкрити велику змову проти Радянської республіки.

## У ролях
- Расим Балаєв — Мамед Рустамов, інженер
- Раміз Новрузов — Баба Алієв, голова Азербайджанської ЧК
- Ігор Лєдогоров — Антон Габеркорн, заступник голови Азербайджанської ЧК
- Ігор Степанов — Анатолій Смєлов, співробітник ЧК
- Кязим Абдуллаєв — Кафар Кафаров, начальник оперативно-розшукового відділу ЧК
- Олена Тонунц — фрау Анна
- Лілія Макарова — Тетяна
- Анатолій Котенєв — Володимир Тишков
- Олександр Аржиловський — Кульчицький
- Юрій Дедович — Олексій Путілов
- Анатолій Яббаров — Блінов
- Каміль Зохрабов — Рахім Ашурбеков
- Костянтин Бутаєв — Чермоєв
- Петро Юрченков — Холодов
- Шахін Джабраїлов — Абілов
- Йосип Риклін — Гессен
- Борис Александров — Ковров
- Е. Поплавський — Карпов
- Ульві Мамедов — Таїр
- Гюндуз Аббасов — Степан Ліонозов
- Раміз Азізбейлі — Леон Монташев
- Анвар Азімов — епізод
- Є. Азаряр — епізод
- Юхим Абрамов — Павло Гукасов
- Надір Азмаммедов — Аршак Гукасов
- Тимур Бекір-заде — епізод
- Г. Больц — епізод
- Ш. Гаїбов — епізод
- Набі Кадиров — епізод
- І. Глозер — епізод
- Н. Волтер — епізод
- Тетяна Галакчієва — епізод
- Фархад Ісрафілов — співробітник ЧК
- Откам Іскендеров — епізод
- Логман Керімов — охоронець на фабриці
- Маяк Керімов — член контрреволюційної організації
- Фірангіз Курбанова — Айна
- Рухангіз Гасимова — німецька піаністка
- Г. Мейне — епізод
- Зіллі Намазов — Салімов
- Володимир Пасічний — епізод
- В. Пінський — епізод
- Л. Попова — епізод
- Ідріс Рустамов — агент
- Агахан Салманов — епізод
- Шамсі Шамсізаде — член контрреволюційної організації
- Г. Шофер — епізод
- Намхуда Усубалієв — епізод
- Сулейман Ахмедов — робітник
- Расмі Джабраїлов — Бурантиков
- Нізамі Мусаєв — злодій

## Знімальна група
- Режисер — Расім Ісмайлов
- Сценаристи — Расім Ісмайлов, Мамед Авдієв, Анатолій Донець
- Оператори — Олександр Мелкумов, Тейюб Ахундов
- Композитор — Рухангіз Гасимова
- Художник — Фікрет Ахадов